# Kentarō Wada
Kentarō Wada (japanisch 和田 健太郎 Wada Kentarō; * 28. Juni 1996 in der Präfektur Kyōto) ist ein japanischer Fußballspieler.

## Karriere
Wada erlernte das Fußballspielen in der Jugendmannschaft von Gamba Osaka und der Universitätsmannschaft der Sangyō-Universität Kyōto. Von März 2017 bis Saisonende wurde er von der Universität an Gamba Osaka ausgeliehen. Der Verein spielte in der höchsten Liga des Landes, der J1 League. Die U23-Mannschaft des Vereins spielte in der dritten Liga, der J3 League. Bereits als Jugendspieler absolvierte er vier Drittligaspiele. 2019 wechselte er von der Universität zum FC Osaka. Für den Viertligisten  aus Osaka bestritt er vier Ligaspiele. Im Januar 2021 verpflichtete ihn der Regionalligist Okinawa SV. Mit dem Verein aus Uruma spielt er in der Kyushu Soccer League.